# Список гостросюжетних науково-фантастичних фільмів
Нижче представлений перелік гостросюжетних науково-фантастичних фільмів.

## 0-9
- 1990: Воїни Бронкса (1982)
- 2012 (2009)
- 2009: Втрачені спогади (2002)
- 2019: Після падіння Нью-Йорка (1983)
- 2020: Техаські гладіатори[en] (1985)[1]

## А
- Абраксас, вартовий галактики[en] (1991)
- Аватар (2009)
- Агент прибульців (2007)
- Адреналін: Страх гонитви (1996)
- АЗ: Апокаліпсис Землі (2013)
- Американський кіборг: Сталевий воїн (1993)
- Ангел пітьми (1990)[2]
- Андроїд (1982)
- Андроїд-поліціянт (2014)
- Андромедія[ja] (1998)
- Апокаліпсис (2010)
- Арахноцид[en] (2014)[3]
- Армагеддон[en] (1997)
- Армагеддон (1998)
- Армія Франкенштейна[en] (2013)
- Атлантичний рубіж (2013)

## Б
- Бак Роджерс у XXV столітті[en] (1979)
- Бамблбі (2018)
- Беовульф (1999)
- Битва за Лос-Анджелес (2011)
- Битва за межами зірок[en] (1980)
- Битва за планету мавп (1997)
- Битва проклятих (2013)
- Битва у відкритому космосі (1959)
- Бій на рингу[zh] (1983)
- Блакитна сталь[en] (1987)
- Блейд (1998)
- Блейд II (2002)
- Боже, ні! (2011)[4]
- Божевільні (1973)
- Бунт у космосі[en] (1988)[5]
- Бунтар Один. Зоряні Війни. Історія (2016)

## В
- V означає Вендетта (2006)
- Важко бути богом (1989)
- Вампірелла[en] (1996)[6]
- Вантажівки (1997)
- Вартові галактики (2014)
- Вартові галактики 2 (2017)
- Вартові галактики 3 (2023)
- Вбивче тріо[en] (2002)
- Велетенські чудовиська вторгаються в Токіо[en] (1998)
- Великий монстр Варан (1958)
- Вендетта з майбутнього[en] (1986)
- Виходу немає[en] (1994)
- Відродження Мотри (1996)
- Відродження Мотри II (1997)
- Відродження Мотри III (1998)
- Війна гаргантюа (1966)
- Війна за планету мавп (2017)
- Війна завтрашнього дня (2021)
- Війна майбутнього[en] (1997)
- Війна світів (2005)
- Війна роботів[en] (1978)
- Війни роботів (1993)
- Вікінги (2008)
- Вірмвуд: Дорога смерті[en] (2014)[7]
- Віртуозність (1995)
- Вогняна голова[en] (1991)
- Водний світ (1995)
- Воїн доріг (2010)
- Воїни 2072 року (1984)
- Володар звірів 3: Око Браксуса (1996)
- Вони живуть (1988)
- Ворог мій (1984)
- Воскресіння маленької сірникової дівчини (2002)
- Втеча з Бронкса[en] (1983)
- Втеча з Лос-Анджелеса (1996)
- Втеча з Марса[en] (1999)
- Втеча з Нью-Йорка (1981)
- Втеча з планети мавп[en] (1971)
- Втеча Кінг-Конга (1967)
- Втеча Логана (1976)
- Вторгнення Астро-монстра (1965)
- Вуличний вбивця (1994)
- В'язні втраченого всесвіту[en] (1983)[8]

## Г
- Газонокосар (1992)
- Гайвер (1991)
- Геймер (2009)
- Гість з космосу[en] (2010)
- Глибинна зірка шість (1989)
- Глобальне вторгнення: Битва Лос-Анджелес (2011)
- Гнів[en] (1986)
- Гонщик у часі (1982)
- Гра Ендера (2013)
- Гравітація (2013)
- Провісники бурі (2004)

## Ґ
- Гідора, триголовий монстр (1964)
- Ґайвер 2: Темний герой[en] (1994)
- Ґамера (1965)
- Ґамера 2: Атака легіону[en] (1996)
- Ґамера проти Баруґона[en] (1966)
- Ґамера проти Віраса[en] (1969)
- Ґамера проти Ґуйрона[en] (1969)
- Ґамера проти Ґяоса[en] (1967)
- Ґамера проти Джайгера (1970)
- Ґамера проти Зіґри[en] (1971)
- Ґамера: Захисник Всесвіту (1995)
- Ґамера: Сміливець[en] (2006)
- Ґамера: Супер-чудовисько[en] (1980)
- Ґангед[en] (1989)
- Ґаппа[en] (1967)
- Ґодзілла (1954)
- Ґодзілла (1998)
- Ґодзілла (2014)
- Ґодзілла 1985[en] (1985)
- Ґодзілла 2000: Міленіум (1999)
- Ґодзілла знову нападає (1955)
- Ґодзілла проти Біолланте (1989)
- Ґодзілла проти Ґайґана (1972)
- Ґодзілла проти Кінг Гідори (1991)
- Ґодзілла проти Мегагіруса (2000)
- Ґодзілла проти Мегалона (1973)
- Ґодзілла проти Мехаґодзілли (1974)
- Ґодзілла проти Мехаґодзілли II (1993)
- Ґодзілла проти Мехаґодзілли (2002)
- Ґодзілла проти Мотри (1992)
- Ґодзілла проти Руйнівника (1995)
- Ґодзілла проти Спейсґодзілли (1994)
- Ґодзілла проти Хедори (1971)
- Ґодзілла, король монстрів! (1956)
- Ґодзілла, Мотра, Кінг Гідора: Атака всіх монстрів (2001)
- Ґодзілла: Токіо S.O.S (2003)
- Ґодзілла: Фінальні війни (2004)
- Ебіра, жах з глибини (1966)
- Зловісна зірка Горас (1962)

## Д
- Д.Е.Р.І.Л.[en] (1985)
- Д. О.А.: Живим або мертвим (2006)
- Д4[en] (2010)
- Дайґоро проти Голіафа[en] (1972)
- Дамошень[ja] (1966)
- Дев'ятий округ (2009)
- Дедпул (2016)
- Дедпул 2 (2018)
- Дедпул і Росомаха (2024)
- Дежавю (2006)
- День незалежності (1996)
- Десята жертва (1965)
- Джі Ай Джо: Атака Кобри (2009)
- Джі Ай Джо: Атака Кобри 2 (2013)
- Джонні-Мнемонік (1995)
- Дивацькі загарбники[en] (1983)
- ДНК[en] (1997)
- Догора (1964)
- Дум (2005)
- Дюна (1984)

## Е
- Еквілібріум (2002)
- Екстермінатори 3000[en] (1983)[9]
- Електронний дракон 80.000 В[en] (2001)
- Елізіум (2013)
- Елімінатори[en] (1986)
- Еон Флакс (2005)
- Епплсід Альфа[en] (2014)[10]

## Ж
- Жаб'яче місто 2 (1992)
- Живе[ja] (2002)

## З
- Заборонена планета (1956)
- Завдання «Помста»[en] (1995)
- Завоювання планети мавп[en] (1972)
- Загублені у космосі (1998)
- Залишені (2014)
- Залізна людина (2008)
- Залізна людина 2 (2010)
- Залізна людина 3 (2013)
- Запалювання (2002)
- Зброя Якудзи[en] (2011)
- Згадати все (1990)
- Згадати все (2012)
- Здобич (2022)
- Зейрам[ja] (1991)
- Зелений Ліхтар (2011)
- Земля жаху[en] (1986)
- Земне ядро: Кидок у пекло (2003)
- Зіткнення зірок[en] (1978)
- Зіткнення Місяців[en] (1954)
- Зла червона планета[en] (1959)
- Злочинна зона[en] (1989)
- Змінюючи реальність (2011)
- Знищити всіх монстрів (1968)
- Золотий кажан[en] (1966)[11]
- Зомбі війни[en] (2007)[12]
- Зона смерті (2009)[13]
- Зоряна брама (1994)
- Зоряна брама: Ковчег правди (2008)
- Зоряна брама: Континуум (2008)
- Зоряний десант (1997)
- Зоряний десант 2: Герой Федерації (2004)
- Зоряний десант 3: Мародер (2008)
- Зоряний шлях (2009)
- Зоряний шлях: Відплата (2002)
- Зоряний шлях: Покоління (1994)
- Зоряний шлях: Повстання (1999)
- Зоряний шлях: Перший контакт (1996)
- Зоряний шлях 2: Гнів Хана (1982)
- Зоряний шлях 3: У пошуках Спока (1984)
- Зоряний шлях 4: Подорож додому (1986)
- Зоряний шлях 5: Останній кордон (1989)
- Зоряний шлях 6: Невідкрита країна (1991)
- Зоряний шлях: Фільм (1979)
- Зоряні війни: Атака клонів (2002)
- Зоряні війни: Імперія завдає удару у відповідь (1980)
- Зоряні війни: Нова надія (1977)
- Зоряні війни: Останні джедаї (2017)
- Зоряні війни: Повернення джедая (1983)
- Зоряні війни: Помста ситхів (2005)
- Зоряні війни: Прихована загроза (1999)
- Зоряні війни: Пробудження Сили (2015)
- Зоряні війни: Скайвокер. Сходження (2019)
- Зустріч[en] (2018)

## І
- Ікс-поліціянти майбутнього[en] (2010)

## К
- Катаклізм (2009)
- Камен Райдер Ден-О[en] (2007)
- Канун руйнування[en] (1991)
- Капітан Америка (1990)
- Капітан Америка[en] (1979)
- Капітан Америка 2 (1979)
- Капітан Марвел (2019)
- Карате-поліціянт[en] (1991)
- Кашерн (2004)
- Китайський Супермен[en] (1975)
- Кібервійни (2004)
- Кібермисливець[en] (1994)
- Кіборг (1989)
- Кіборг 2: Скляна тінь (1993)
- Кіборг 3: Переробник (1994)
- Кіборг-поліціянт (1993)
- Кіборг-поліціянт 2 (1994)
- Кіборг-поліціянт 3 (1995)
- Кіборг-солдат (2008)
- Кінг-Конг проти Ґодзілли (1962)
- Кінець гри[en] (1983)
- Кіт[zh] (1992)
- Командир ескадрильї (1999)
- Конго (1995)
- Контратака Восьмивилкового Змія[ja] (1985)
- Король бійців (2010)
- Корпорація «Безсмертя» (1992)
- Космічна Амеба (1970)
- Космічний лінкор «Ямато» (1974)
- Космічні кораблі[en] (1996)
- Космічні харцизи[en] (1983)
- Край «Дикий Захід» (1973)
- Крикуни (1995)
- Крулл[en] (1983)
- Кулак Північної зорі (1980)
- Кунг Ф'юрі (2015)

## Л
- Ласкаво просимо до раю (2015)
- Левіафан (1989)
- Листоноша (1985)
- Лицарі (1993)
- Лічені секунди (1992)
- Лоґан: Росомаха (2017)
- Люди в чорному (1997)
- Люди в чорному 2 (2002)
- Люди в чорному 3 (2012)
- Люди в чорному: Інтернешнл (2019)
- Люди Ікс (2000)
- Люди Ікс 2 (2003)
- Люди Ікс: Апокаліпсис (2016)
- Люди Ікс: Дні минулого майбутнього (2014)
- Люди Ікс: Остання битва (2006)
- Люди Ікс: Перший клас (2011)
- Люди Ікс: Темний Фенікс (2019)
- Людина зі сталі (2013)
- Людина Омега (1971)
- Людина пітьми (1990)
- Людина пітьми 2: Повернення Дюранта (1995)
- Людина пітьми 3: Загинь, Людино пітьми (1996)
- Людина, що біжить (1987)
- Людина, яка рятує світ (1982)
- Людина-метеор[en] (1993)
- Людина-мікросхема (1990)
- Людина-мікросхема 2 (1994)
- Людина-мураха (2015)
- Люди-Х: Росомаха (2009)
- Лялькар проти демонічних іграшок (1993)
- Лялькова людина (1991)

## М
- Metal Gear Solid: Філантропія[en] (2009)
- Магічна змія (1966)
- Макс Найт: Легендарний шпіон[en] (2000)
- Макс Стіл (2016)
- Мантикора (2005)
- Матриця (1999)
- Матриця: Воскресіння (2021)
- Матриця: Перезавантаження (2003)
- Матриця: Революція (2003)
- Машина для приготування фрикадельок[en] (2005)[14]
- Машина смерті (1994)
- Машина часу (2002)
- Мега Акула проти Крокозавра (2010)
- Мега Акула проти Меха Акули (2014)
- Менборґ (2011)[15]
- Мертвий космос[en] (1991)
- Мертвим чи живим: Завершення[en] (2002)
- Месники (2012)
- Месники: Війна нескінченності (2018)
- Месники: Ера Альтрона (2015)
- Месники: Завершення (2019)
- Метеор[en] (1979)
- Мисливець за прибульцями (2003)
- Місія на Марс (2000)
- Місія Сереніті (2005)
- Містеріани (1957)
- Місто майбутнього (2003)
- Місто під облогою (2010)
- Місяць-44 (1990)
- Дитя Місяця (2003)
- Місячний гонщик (1979)
- Мовчазна лють (1982)
- Могутні морфи: Рейнджери сили (1995)
- Молитва ролерів[en] (1990)
- Монстро (2008)
- Монстр Ікс завдає нового удару: Атака на самміт G8[en] (2008)
- Морський бій (2012)
- Мотра (1961)
- Мотра проти Ґодзілли (1964)
- Мутант[en] (1984)

## Н
- На лінії[en] (2015)[16]
- На межі майбутнього (2014)
- Надзвичайна пригода Енді Колбі[en] (1988)
- Надзвукова людина[en] (1979)[17]
- Напролом (2012)
- Нацисти в центрі Землі (2012)
- Нація прибульців (1988)
- Не називай мене маленькою (1996)
- Не сподівайся на пощаду[en] (1995)
- Невідоме з відкритого космосу[en] (1967)
- Неґадон: Чудовисько з Марса[en] (2005)
- Неймовірний Халк повертається (1988)
- Неймовірний Халк (2008)
- Некромант (2018)[18]
- Немезида (1992)
- Немезида 2: Туманність (1995)
- Немезида 3: Важка здобич (1996)
- Немезида 4: Ангел смерті (1996)
- Ніндзя з майбутнього[en] (1988)
- Ніч — це День[en] (2012)
- Ніч комети (1984)
- Нова Людина-павук (2012)
- Нова Людина-павук 2. Висока напруга (2014)
- Нові варвари (1984)

## О
- Облівіон (1994)[19]
- Оверлорд (2018)[20]
- Один на мільйон[en] (1970)
- Операція «Мутанти»[es] (1993)
- Орлиний зір (2008)
- Оселя зла (2002)[21]
- Оселя зла: Апокаліпсис (2004)
- Оселя зла: Вимирання (2007)
- Оселя зла: Відплата (2012)
- Оселя Зла: Вітаємо у Раккун-Сіті (2021)
- Оселя зла: Потойбічне життя (2010)
- Оселя зла: Фінальна битва (2017)
- Особлива думка (2002)
- Особливий хлопець — тупий супергерой (2006)
- Останній бій (2012)
- Останній бій із Зеленим Гобліном[en] (1992)
- Останній зоряний боєць (1984)
- Остання зупинка[en] (1987)
- Острів (2005)
- Острів раптора (2004)
- Очі змії: Початок Джі. Ай. Джо (2021)
- Очищувачі[en] (2004)

## П
- Пам'ять[en] (1995)
- Парк Юрського періоду (1993)
- Парк Юрського періоду 2: Загублений світ (1997)
- Парк Юрського періоду 3 (2001)
- Патруль часу (1994)
- Патруль часу 2: Берлінське рішення (2003)
- Перевертні Третього Рейху[en] (2017)[22]
- Переміщені[en] (2006)
- Перехоплювачі 2[en] (2002)
- Перехрестя світів (1996)
- Перлини дракона: Еволюція (2009)
- Перший месник (2011)
- Перший месник: Друга війна (2014)
- Перший месник: Протистояння (2016)
- Печера (2005)
- Під планетою мавп (1970)
- Підлітки-мутанти. Черепашки-ніндзя (2014)
- Підлітки-мутанти. Черепашки-ніндзя 2 (2016)
- Після апокаліпсису (2004)
- Планета мавп (1968)
- Планета мавп (2001)
- Повернення болотяної істоти (1989)
- Повернення Ґодзілли (1984)
- Повідомлення з космосу[en] (1978)
- Повстання планети мавп (2011)
- Зовнішньозем'я (1981)
- Покоління генів (2007)
- Покоління Ікс[en] (1996)
- Поле битви — Земля (2000)
- Полегла імперія[en] (2012)
- Поліцейський 2000 (1993)
- Поліціянтка Йо-Йо[en] (2006)
- Поліціянтки майбутнього[en] (1993)
- Полководці 21 століття[en] (1982)
- Полювання на людей у космосі[en] (1954)
- Полювання на роботів (1984)
- Помутніння розуму (1991)
- Потік[en] (1989)
- Потяг до Пусана (2016)[23]
- Потяг до Пусана 2. Півострів (2020)
- Початковий код (2011)
- Пошук у часі (2000)
- Прибулець (2001)
- Прибулець із майбутнього (2002)
- Прибулець проти ніндзі[en] (2010)
- Прибулець-злочинець[en] (1990)
- Привид у броні (2017)
- Привид у машині (1993)
- Привиди Марса (2001)
- Пригоди Бакару Банзая у 8-му вимірі (1984)
- Пригоди Плуто Неша (2002)
- Прихований[en] (1987)
- Провал у часі (1997)
- Проєкт «Переслідувач тіні» (1992)
- Проєкт «Переслідувач тіні» 2 (1994)
- Проєкт «Переслідувач тіні» 3 (1995)
- Проєкт «Переслідувач тіні» 4: Ключ від Оріона (1996)
- Прометей (2012)
- Протистояння (2001)
- Прототип[en] (1992)
- Прошивка (2009)
- Птеродактиль[en] (2005)
- Пустка[en] (2001)
- П'ятий вимір (2009)
- П'ятий елемент (1997)
- Суцільнометалева якудза[en] (1997)

## Р
- Ракетник[en] (1991)[24]
- Реальна сталь (2011)
- Рейго: Король морських монстрів (2005)
- Реплікант (2001)
- Ріддік (2013)
- Різники (2010)
- Робогейша (2009)
- Робокоп (1987)
- Робокоп (2014)
- Робокоп 2 (1990)
- Робокоп 3 (1993)
- Робот (2010)
- Робот 2.0 (2018)
- Робот Джокс (1990)
- Робот Чаппі (2015)
- Родан (1956)
- Роллербол (1975)
- Роллербол (2002)
- Росомаха (2013)
- Руйнівник (1993)
- Руйнівниця (1995)[25]

## С
- Сага старого світу[en] (1978)
- Самурай-принцеса[en] (2009)
- Світ майбутнього[en] (1976)
- Світ Юрського періоду (2015)
- Світ Юрського періоду: Відродження (2025)
- Світ Юрського періоду 2 (2018)
- Світ Юрського періоду 3: Домініон (2022)
- Світанок планети мавп (2014)
- Священник (2011)
- Сила майбутнього[en] (1989)
- Син Ґодзілли (1967)
- Шалений Макс (1979)[26]
- Шалений Макс 2: Воїн дороги (1981)[27]
- Шалений Макс 3: Під куполом грому (1985)[28]
- Скайлайн (2010)
- Скайлайн 2 (2017)
- Скайлайн 3 (2020)
- Сканери (1980)
- Сканери 2[en] (1991)
- Сканери 3[en] (1992)
- Смертельна битва (1995)
- Смертельна битва: Знищення (1997)
- Мертвий поліцейський (1988)[29]
- Смертельний спорт (1978)
- Смертельні перегони 2000 (1975)
- Смертельні узи (1991)
- Смерть неймовірного Халка[en] (1990)
- Солдат (1998)
- Солдат апокаліпсису (1996)
- Соло (1996)
- Соло. Зоряні Війни. Історія (2018)
- Сорок днів та ночей (2012)
- Спектр[en] (2005)
- Спогади[en] (1995)
- Справжній воїн[en] (1975)
- Сталева межа (1995)
- Сталеве серце[en] (1991)
- Сталевий світанок (1987)
- Стартрек: Відплата (2013)
- Стартрек: За межами Всесвіту (2016)
- Суд над неймовірним Халком[en] (1989)
- Суддя Дредд (1995)
- Суддя Дредд (2012)
- Судний день[en] (1998)
- Судний день (2008)
- Супер 8 (2011)
- Супер-акула[en] (2011)
- Суперсила[en] (1982)
- Сурогати (2009)

## Т
- THX 1138 (1971)
- Таємні матеріали Візлі[en] (2002)
- Танкістка[en] (1995)
- Те, що очікує внизу[en] (1984)
- Теккен (2010)
- Термінатор (1984)
- Термінатор II (1990)
- Термінатор 2: Судний день (1991)
- Термінатор 3: Повстання машин (2003)
- Термінатор: Генезис (2015)
- Термінатор: Спасіння прийде (2009)
- Термінатор: Фатум (2019)
- Терор Мехаґодзілли (1975)
- Титан після загибелі Землі (2000)
- Тихоокеанський рубіж (2013)
- Тихоокеанський рубіж: Повстання (2018)
- Токійська поліція крові (2008)[30]
- Токсичний месник (1984)[31]
- Трансери (1985)
- Трансери 2 (1991)
- Трансери 3 (1992)
- Трансформери (2007)
- Трансформери: Останній лицар (2017)
- Трансформери: Повстання звірів (2023)
- Трансформери: Помста полеглих (2009)
- Трансформери: Початок (2024)
- Трансформери: Темний бік Місяця (2011)
- Трансформери: Час вимирання (2014)
- Три суперчоловіки та божевільна дівчина[tr] (1973)
- Трон (1982)
- Трон: Спадок (2010)
- Трон: Арес (2025)
- Трощи та пали (1990)
- Тупиковий заїзд[en] (1986)
- Турбо: Могутні рейнджери[en] (1997)
- Турбохлоп[en] (2015)[32]

## У
- У пастці часу (2003)
- Ультра-воїн[en] (1990)
- Ультрафіолет (2006)
- Універсальний солдат (1992)
- Універсальний солдат 2: Повернення (1999)
- Універсальний солдат 3: Відродження (2009)
- Універсальний солдат 4: Новий вимір (2011)
- Універсальний солдат II: Брати за зброєю[en] (1998)
- Універсальний солдат III: Незакінчена справа[en] (1998)
- Усі супергерої мають померти[en] (2011)[33]

## Ф
- Фаніматрікс[en] (2003)
- Фантастична подорож (1966)
- Фантастична четвірка[en] (1994)
- Фантастична четвірка (2005)
- Фантастична четвірка (2015)
- Фантастична четвірка: Перші кроки (2025)
- Фантастична четвірка 2: Вторгнення Срібного серфера (2007)
- Фантастичні бійці (1996)
- Фантом (2011)
- Фантоми (1998)
- Фар Край (2008)
- Філадельфійський експеримент (1984)
- Філадельфійський експеримент II[en] (1993)
- Філадельфійський експеримент (2012)
- Флеш Ґордон (1980)
- Флеш Ґордон: Найкрутіша пригода у всесвіті[en] (1982)
- Фортеця (1992)
- Фортеця 2: Повернення (2000)
- Франкенштейн проти Барагона (1965)
- Фуріоза: Шалений Макс. Сага (2024)

## Х
- Халк (2003)
- Хижак (1987)
- Хижак 2 (1990)
- Хижак: Еволюція полювання (2018)
- Хижак: Пустки (2025)
- Хижаки (2010)
- Хроніки мутантів (2008)
- Хроніки Ріддіка (2000)

## Ц
- Циклон (1987)
- Цілковита пітьма (2000)
- Цілком таємно (1998)
- Цілком таємно: Я хочу вірити (2008)

## Ч
- Час (2011)
- Час відплати (2003)
- Червоний слід (1997)
- Черепашки-ніндзя (1990)
- Черепашки-ніндзя (2007)
- Черепашки-ніндзя 2: Секрет слизу[en] (1991)
- Черепашки-ніндзя 3 (1993)
- Черрі-2000 (1987)
- Чорна блискавка (2009)
- Чорна діра (1979)
- Чорна маска[zh] (1996)
- Чорна маска 2: Місто масок[en] (2002)
- Чорна пантера (2018)
- Чужий (1979)
- Чужий 3 (1992)
- Чужий 4: Воскресіння (1997)
- Чужий проти Хижака (2004)
- Чужий: Заповіт (2017)
- Чужий: Ромул (2024)
- Чужі (1986)
- Чужі на районі (2011)
- Чужі проти Хижака: Реквієм (2007)

## Ш
- Шалений Макс: Дорога гніву (2015)[34]
- Шість (2004)
- Шостий день (2000)

## Я
- Я — безсмертний (2006)
- Я номер чотири (2011)
- Я, робот (2004)
- Японський Кінг-Конг[en] (1933)